# Enhamed Enhamed
Enhamed Enhamed Mohamed Yahdih (Las Palmas de Gran Canaria, 11 de setembre de 1987) és un atleta paralímpic espanyol. És nedador del Club Natació Metropole i ambaixador de Gran Canària.
Després d'haver obtingut quatre medalles d'or en els Jocs Paralímpics de Pequín 2008 és considerat el millor nedador paralímpic de la història, una fita que també li va suposar ser considerat el "Michael Phelps espanyol". Ja havia guanyat quatre medalles d'or i una de plata en el Campionat del Món de Natació Adaptada celebrat en Eindhoven (Països Baixos), mentre que en 2011 va obtenir cinc medalles més en el Campionat Europeu de Natació celebrat a Berlín. En els Jocs Paralímpics de Londres 2012 va acumular dues medalles de plata i una de bronze, establint a més un nou rècord europeu en la modalitat de 400 lliures.
També ha desenvolupat la seva carrera professional com a orientador esportiu, impartint conferències a diferents col·lectius ―empresaris, treballadors i estudiants― en les quals transmet els seus coneixements relacionats amb la superació i la motivació personal.

## Biografia
Enhamed, d'ascendència sahrauí, va néixer a Las Palmas de Gran Canaria. Als 8 anys va sofrir un despreniment de retina que li va provocar la ceguesa. Als nou anys va començar a nedar, sent Ramón del Villar el seu primer entrenador, amb qui va adquirir els valors que fonamentarien la seva posterior carrera professional. Però no va ser fins als seus tretze anys quan va decidir dedicar-se professionalment a la natació. Aquest canvi d'interès li va fer incrementar les hores d'entrenament, fins que un any després va canviar d'entrenador, intensificant encara més el seu entrenament de cara als Jocs Paralímpics d'Atenes 2004, encara que el seu primer campionat va ser el III Campionat del Món d'IPC celebrat en Mar de Plata (Argentina) en 2002 ―on la seva millor posició va ser la quarta en la prova de 400 m lliures―.
Va començar a preparar-se tant per als jocs paralímpics com per als diferents campionats europeus i internacionals de la classe 10, aquella en la qual participen els qui pateixen la ceguesa total.

## Trajectòria

### Competicions
La seva primera participació internacional va ser en el III Campionat del Món d'IPC disputat en Mar de Plata en 2002. Va obtenir les seves primeres medalles ―quatre bronzes i dues plates― en el II Mundial per a Cecs de IBSA 2003 celebrat a Quebec (Canadà). En 2006 va participar en el Campionat del Món de natació disputat en Durham (Sud-àfrica), en el qual va tornar a obtenir quatre bronzes i dues plates. En 2007 va participar en els Jocs Mundials de IBSA celebrats en São Paulo (Brasil), en els quals va obtenir quatre medalles d'or i dos de plata.

### Jocs Paralímpics d'Atenes 2004
La seva primera participació en els jocs paralímpics va ser en l'edició celebrada en Atenes el 2004, moment en el qual comptava amb disset anys. En aquesta primera participació va obtenir dues medalles de bronze, una en la prova de 100 m papallona i una altra en la prova de 400 m lliures. Dos anys després es va proclamar campió del món en ambdues proves.

### Jocs Paralímpics de Pequín 2008
Va aconseguir ser l'esportista més destacat de la delegació paralímpica espanyola en els Jocs Paralímpics d'estiu de 2008. Mentre que David Casinos, llançador de pes i de disc, va ser el banderer d'Espanya en la sessió inaugural dels jocs olímpics, Enhamed ho va ser durant la cerimònia de clausura.
Enhamed va aconseguir quatre de les quinze medalles d'or ―58 en total― que va obtenir la delegació espanyola a Pequín. Va obtenir aquestes quatre medalles en les proves de 50, 100 i 400 metres lliures, i en la prova de 50 metres papallona. També va aconseguir batre el rècord mundial dels 200 metres lliures, amb un temps de 02:11:05.

### Després dels Jocs Paralímpics de Pequín 2008
Després dels Jocs Paralímpics d'estiu de 2008 va decidir donar-li un gir a la seva carrera professional, raó per la qual va decidir exercir d'orientador esportiu. La base dels seus principis radica en aquells que ho han portat a aconseguir les seves metes i a formar-se com a esportista paralímpic. Comparteix els seus coneixements i experiències en seminaris, conferències i entrenaments privats.

### Jocs Paralímpics de Londres 2012
Ha estat l'última edició dels jocs paralímpics en la qual ha participat. Durant aquesta edició va obtenir dues medalles de plata i una de bronze, en les proves de 100 m papallona i 400 m lliure, i la prova de 50 m lliure respectivament.

### Després dels Jocs Paralímpics de Londres 2012
Després dels seus últims jocs paralímpics, Londres 2012, decideix apartar-se gradualment de la natació olímpica i afrontar nous reptes després d'haver acumulat nou medalles ―quatre ors, dues plates i tres bronzes― en les seves tres participacions paralímpiques ―Atenes 2004, Pequín 2008 i Londres 2012―.
Per aquesta raó va decidir participar en el Ironman celebrat a Lanzarote (Canàries) el 17 de maig de 2014, una de les proves de resistència més dures del món. Va realitzar la triatló al costat de la seva gossa pigall, Gayla, i el seu entrenador i guia, Andreu Alfonso, finalitzant la prova en 13 hores, 53 minuts i 55 segons i convertint-se en el primer esportista cec que acaba l'Ironman de Lanzarote. La prova va constar de 3,8 km de natació en mar obert, 180 km i 2500 m d'ascensió amb bicicleta, i una marató (42,2 km).
Uns mesos més tard va ascendir el Kilimanjaro, el pic més alt d'Àfrica amb 5895 m d'altura, guiat per l'alpinista Javier Cruz i l'equip de Calima Trek, encarregat de l'organització logística de l'ascens. La ruta d'ascens utilitzada va ser la de Marangu, un sender «equipat amb refugis a 2750 metres, 3780 metres i 4732 metres». No obstant això, malgrat que aquest sender no comportava una gran dificultat tècnica, es va haver d'afrontar el mal d'altura i la invidència d'Enhamed, per la qual cosa durant l'ascens l'equip va utilitzar una barra direccional per guiar a Enhamed. El 2 d'agost a les 8:15 l'equip va coronar el cim del Kilimanjaro.

## Rècords europeus i internacionals
Al llarg de la seva trajectòria ha batut en diverses ocasionis rècords de natació. Ostenta tres rècords europeus, els 50 m lliures en 26 segons i 66 centèsimes i els 400 m lliures en 4 minuts, 38 segons i 42 centèsimes, batuts en els Jocs Paralímpics de Pequín 2008; els 100 m lliures en 57 segons i 64 centenes i els 400 m lliures en 4 minuts, 38 segons i 24 centenes, batut en els Jocs Paralímpics de Londres 2012.
També ostenta el rècord del món en els 50 metres lliure amb 26 segons i 34 centèsimes, batut en els Jocs Paralímpics de Pequín 2008 i superant el rècord més antic de la natació paralímpica, mantingut pel nedador nord-americà John Morgan l'1 de gener de 1987. A més, en l'Open de Berlín celebrat en 2011 va batre el rècord del món en els 50 m papallona amb 28 segons i 1 centèsima, millorant el temps aconseguit en els anteriors jocs paralímpics.

## Reconeixements
Enhamed ha rebut diverses distincions pels seus mèrits esportius. Entre elles es troba la Real Medalla d'Or al Mèrit Esportiu, la Medalla d'Or al Mèrit de França i la Medalla d'Or al Mèrit Esportiu de l'Ajuntament de Las Palmas de Gran Canaria. També se li ha atorgat el Premi Cermi al millor esportista paralímpic de 2008 i se li ha distingit com a "Millor Esportista de Canàries" per tres anys consecutius des de 2004, a més d'haver rebut el Premi de l'Associació de Periodistes de Premsa Esportiva de Canàries.